# Bingenheimer Ried
Koordinaten: 50° 22′ 11″ N, 8° 52′ 50″ O

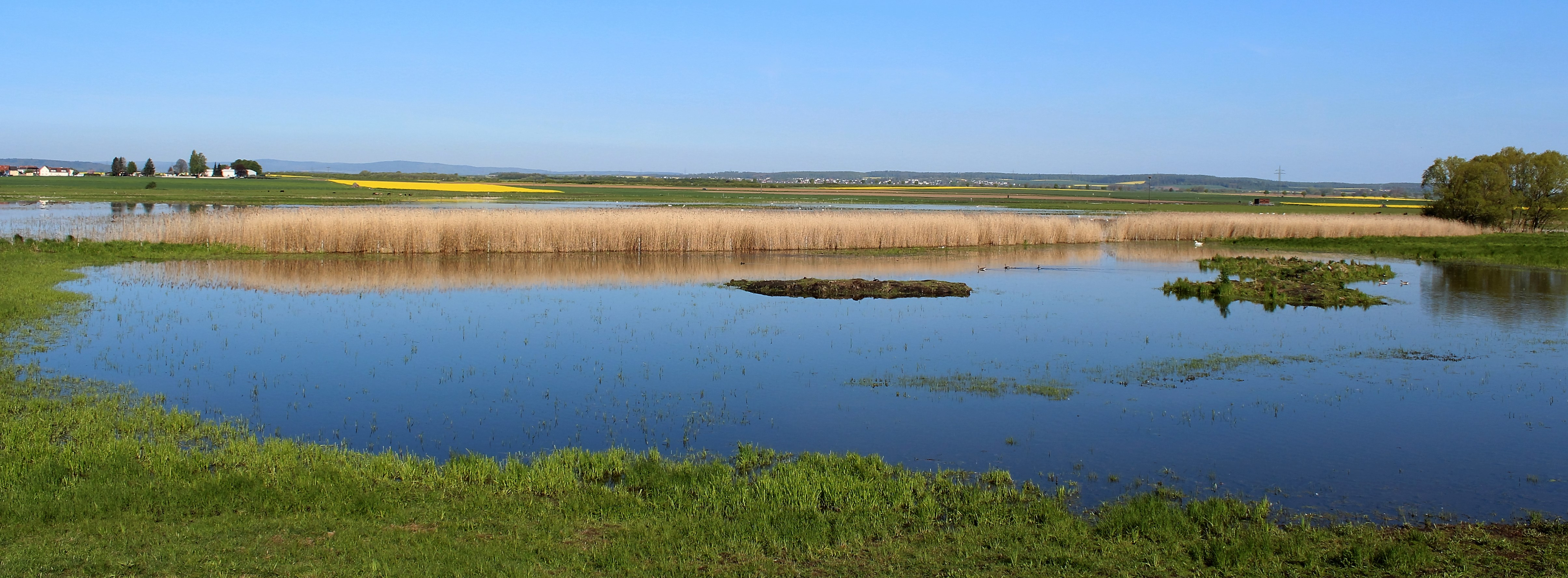
Naturschutzgebiet Bingenheimer Ried (Mai 2016)

Das Naturschutzgebiet Bingenheimer Ried (Kennung 1440019) liegt in der Horloff-Aue westlich von Bingenheim, einem Ortsteil der Gemeinde Echzell im hessischen Wetteraukreis. Es gehört zum Landschaftsschutzgebiet Auenverbund Wetterau im europäischen Schutzgebiet-Netzwerk Natura 2000 und ist dort Bestandteil des FFH-Gebiets Grünlandgebiete in der Wetterau. Das 1985 (StAnz 1985(3): 204) als Naturschutzgebiet ausgewiesene Bingenheimer Ried ist das Herzstück des Auenverbundes Wetterau und ein wichtiges Naturschutzgebiet in Hessen.
Das etwa 85 Hektar große Ried (Niedermoor) ist vor allem ein ideales Brutgebiet für seltene Vogelarten wie das Zwergsumpfhuhn, das kleine Sumpfhuhn, Knäkenten, Löffelenten und Weißstörche sowie Rastgebiet für durchziehende Vögel wie den Kampfläufer, Rotschenkel und Grünschenkel. Die Feuchtwiesen beherbergen weitere seltene Tierarten wie die Knoblauchkröte, den Kammmolch sowie ca. 40 Libellenarten. Das Naturschutzgebiet wird durch Beweidung mit Rindern und Exmoorponys gepflegt.
1991 wurde eine regelbare Stauwehr errichtet, damit sich in Herbst, Winter und Frühling Überflutungsflächen bilden können, die nach der Brutzeit abgelassen werden. Ein Beobachtungsturm, der 1996 errichtet wurde, ermöglicht die Tierwelt ohne Störung zu beobachten. Der aus Tagebaurestlöchern entstandene und seit 2013 vollgelaufene Pfaffensee (NSG) lässt sein überflüssiges Wasser ins Bingenheimer Ried ab. An der Mündung ins Ried ist 2015 das Schilf abgestorben und Flächen für Brutplätze sind zerstört. In der Hitzewelle in Europa 2015 trockneten alle Tümpel und Teiche außer einem aus.